# Niam-niam afropapagáj
A niam-niam afropapagáj (Poicephalus crassus) a madarak osztályának papagájalakúak (Psittaciformes) rendjébe, a papagájfélék (Psittacidae) családjába és a jákópapagáj-formák (Psittacinae) alcsaládjába tartozó faj.

## Előfordulása
Csád, a Kongói Demokratikus Köztársaság, a Közép-afrikai Köztársaság és Szudán területén honos.

## Megjelenése
Testhossza 25 centiméter. A madár tollruhája zöld, a feje barnásszürke.

## Külső hivatkozás
- Parrots.org
- Képek az interneten a fajról